# Крапивная (деревня)
Крапивная — деревня в Серовском районе Свердловской области России. Входит в Сосьвинский муниципальный округ.
Ранее деревня входила в состав Романовского сельсовета Серовского района.

## Географическое положение
Деревня Крапивная расположена в 30 километрах к западу от посёлка Сосьва и в 68 километрах от города Серова, на левом берегу реки Ляли (правого притока Сосьвы, бассейн Тавды). В деревне расположено озеро-старица Дикое. В половодье автомобильное сообщение с деревней затруднено.
Деревня Крапивная связана лесной дорогой с соседней левобережной деревней Денисовой.

## Население
| 2002 | 2010 |
| ---- | ---- |
| 3    | ↘2   |